# Lincolnton (Carolina del Nord)
Lincolnton è una città degli Stati Uniti d'America situata nella Carolina del Nord, nella Contea di Lincoln, della quale è anche il capoluogo.
La città fa parte dell'area metropolitana di Charlotte.